# Keimo Hirvonen
Keimo Hirvonen, född 1959, är en finsk trummis som har arbetat med många av Finlands rock- och jazzstjärnor, bland annat J. Karjalainen, Rinneradio, Räkä Malmi, Hector, Pekka Pohjola och Hasse Walli. 

## Karriären
Hirvonen föddes 1959 och började karriären som trummis för new agepionjären Maukka Perusjätkä i slutet av 1970-talet. Efter ett par plattor med Perusjätkä, spelade han trummor på Hanoi Rocks första singel I Want You / Kill City Kills år 1981. Därefter arbetade han bl.a. med Pave Majanen och Pete Malmi. Vid samma tid började han samarbetet med blues/country/rockstjärnan J.Karjalainen, som skulle bli ett långt sådant. 
Under början av 1980-talet blev Hirvonen ett känt namn också i jazzkretsar, då han arbetade med artister som Pekka Pohjola, Sakari Kuosmanen och de experimentella jazzkollektiven Instinct och The Bullworkers. Jazzen fortsatte in på nittiotalet med de legendariska jazzgrupperna Rinneradio och Cool Sheiks. Sedan blev det igen rock med Ismo Alanko och den dystra rockikonen Hector. 
I mitten av nittiotalet tog han igen upp samarbetet med J. Karjalainen, då han blev medlem i Karjalainens band Electric Sauna. I dag har han varit stadig medlem i bandet i över tio år och gett ut fem studioskivor.

## Hirvonens viktigaste band
- Maukka Perusjätkä Ja Sota Apatiaa Vastaan
- Maukka Perusjätkä
- Hanoi Rocks
- Pave’s Mistakes
- Pete Malmi
- Hasse Walli
- J. Karjalainen Ja Mustat Lasit
- Pekka Pohjola
- Sakari Kuosmanen
- Instinct
- The Bullworkers
- Rinneradio
- The Cool Sheiks
- Ismo Alanko
- Hector
- Dave Lindholm
- Kirka
- Riki Sorsa
- J. Karjalainen Electric Sauna

## Diskografi

### Album i urval
- Säpinää (Maukka Perusjätkä Ja Sota Apatiaa Vastaan, 1979)
- Ennen Kolmatta Maailmansotaa (Maukka Perusjätkä,  1980)
- Pave’s Mistakes (Pave’s Mistakes, 1980)
- Koiranpennut (Maukka Perusjätkä, 1981)
- Pete Malmi (Pete Malmi, 1981)
- Hasse Walli (Hasse Walli, 1981)
- J. Karjalainen Ja Mustat Lasit  (J. Karjalainen Ja Mustat Lasit, 1981)
- Sounds Afro (Hasse Walli, 1982
- Hefty Load (Hefty Load, 1983)
- Jokamies (Pekka Pohjola, 1983)
- Space Waltz (Pekka Pohjola, 1983)
- Sakari Kuosmanen (Sakari Kuosmanen, 1985)
- Ihana Elämä (Sakari Kuosmanen, 1986)
- Flight Of The Angel (Pekka Pohjola, 1986)
- Instinct (Instinct, 1986)
- The Eternal Loop (Instinct, 1988)
- The Bullworkers’ Club Jam Sessions (The Bullworkers, 1990
- Dance And Visions (Rinneradio, 1990)
- The Cool Sheiks (The Cool Sheiks, 1990)
- Kun Suomi Putos Puusta (Ismo Alanko, 1990)
- Yhtenä Iltana (Hector, 1991)
- Ensilumi Tulee Kuudelta (Hector, 1992)
- Kissatanssit (Dave Lindholm, 1992)
- Moovin’ At The Groovin’ Victor’s (The Cool Sheiks, 1993)
- Matkan Varrelta (Radio-orkesteri Putkimiehet, 1993)
- Serve Cool (The Cool Sheiks, 1995)
- J. Karjalainen Electric Sauna (J. Karjalainen Electric Sauna, 1996)
- Laura Häkkisen silmät (J. Karjalainen Electric Sauna, 1998)
- Electric picnic (J. Karjalainen Electric Sauna, 1999)
- Marjaniemessä (J. Karjalainen Electric Sauna , 2001)
- Valtatie (J. Karjalainen Electric Sauna , 2002)